# Flache Sandmuschel
Die Flache Sandmuschel (Gari depressa) ist eine Muschelart aus der Familie der Sandmuscheln (Psammobiidae).

## Merkmale
Das nicht ganz gleichklappige, abgeflachte Gehäuse wird bis zu 65 Millimetern lang. Die rechte Klappe ist geringfügig stärker gewölbt als die linke Klappe. Es ist im Umriss ist länglich-eiförmig, das Längen-/Breiten-Verhältnis beträgt etwa 1,8 bis 1,9. Das Gehäuse ist merklich ungleichseitig, die Wirbel sitzen vor der Mittellinie (bezogen auf die Gehäuselänge). Der nur schwach gewölbte bis fast gerade, vordere Dorsalrand fällt sanft zum eng gerundeten Vorderende ab. Der etwas kürzere hintere Dorsalrand ist gerade und fällt sehr flach zum durch einen Winkel abgesetzten Hinterende ab. Das Hinterende wirkt dadurch fast etwas schräg abgestutzt. Das Gehäuse klafft am Hinterende deutlich. Das dunkelbraune Ligament sitzt außen und erstreckt sich vom Wirbel über ungefähr 20 % der Länge des hinteren Dorsalrandes. Beide Klappen haben ein Schloss bestehend aus je zwei Kardinalzähnen; Lateralzähne fehlen. In der rechten Klappe ist der vordere Kardinalzahn breiter als der hintere Kardinalzahn, beide sind aber gespalten und zweispitzig. In der linken Klappe ist dagegen der vordere Kardinalzahn groß und gespalten bzw. zweispitzig, der hintere Kardinalzahn dagegen klein und dünn. Die Mantellinie ist tief eingebuchtet, die U-förmige Bucht reicht bis unter die Wirbel. Die Linie der Mantelbucht fällt am unteren Rand etwa mit der Hälfte der Länge mit dem Mantelrand zusammen. Die zwei Schließmuskeln sind deutlich zu sehen.
Die Schale ist festwandig. Die Oberfläche zeigt feine konzentrische Wülste und Gruben sowie sehr feine radiale Linien. Der jährliche Zuwachs ist durch tiefere Gruben und sehr enge Anwachsstreifen gut markiert. Vom Wirbel zieht sich ein schwach angedeuteter Rücken zur hinteren, unteren Ecke (Übergang Hinter- zu Ventralrand).
Die Farbe der Schale (Innen- und Außenseite) schwankt von glänzend weiß, cremefarben bis gelblich. Auf der Außenseite ziehen vom Wirbel schmale bis breite, rotbraune, pinkfarbene oder violette Bänder radial zum Gehäuserand. Das hellbraune bis dunkelbraune Periostracum ist vergleichsweise dick, ist aber trotzdem bis auf die Gehäuseränder meist abradiert. Der Gehäuseinnenrand ist glatt. Die Innenseite ist glänzend weiß, oft gelblich mit violetter oder bläulicher Tönung. Die gefärbten radialen Bänder der Außenseite sind innen andeutungsweise zu erkennen.
Der Weichkörper ist gelblich-weißlich. Die Mantelränder sind leicht gefranst. Die Tiere besitzen einen großen Fuß und zwei sehr lange, voneinander getrennte Siphonen.

Rechte Klappe
Linke Klappe

## Geographische Verbreitung und Lebensraum
Das Verbreitungsgebiet der Art zieht sich von den Färöer südwärts über die Gewässer der Britischen Inseln, den Küsten des Ostatlantiks südwärts bis Angola. Sie ist auch in den Gewässern um die Kanarischen Inseln, Madeira und den Azoren nachgewiesen. Sie kommt auch im Mittelmeer vor.
Die Vertreter der Art leben eingegraben in schlammigem Sand und Kies von wenigen Metern unter der Niedrigwasserlinie bis in etwa 150 Meter Wassertiefe. Der tiefste Fund dieser Art wurde allerdings aus einer Tiefe von 1179 Metern geborgen. Insgesamt gesehen sind die Tiere selten.

## Taxonomie
Thomas Pennant beschrieb die Art 1777 als Tellina depressa. Sie wird allgemein nun in die Gattung Gari Schumacher, 1817 gestellt. In der älteren Literatur ist sie auch unter dem jüngeren Synonym Psammobia vespertina (Gmelin, 1791) zu finden. Es gibt noch eine ganze Reihe weiterer Synonyme für diese Art.

## Belege

### Online
- Marine Bivalve Shells of the British Isles: Gari deopressa (Pennant, 1777) (Website des National Museum Wales, Department of Natural Sciences, Cardiff)